# 전략국제연구센터
국제전략연구소(國際戰略硏究所, 영어: Center For Strategic and International Studies, CSIS) 또는 전략국제연구센터(戰略國際硏究 - )는 미국 워싱턴 DC에 소재하는 보수 성향의 외교 전문 싱크탱크이며, 약자인 CSIS로 언론에 많이 인용된다.
1962년 공화당 하원의원을 지낸 데이비드 앱시러(en)가 영국의 국제전략문제연구소(IISS)를 본떠 만들었다. 헨리 키신저, 브레진스키, 제임스 R. 슐레진저, 윌리엄 브로크(en)가 대표적인 CSIS 출신 인물이다.
진보 성향의 브루킹스 연구소, 보수 성향의 헤리티지 재단과 함께 워싱턴 DC에서 가장 유력한 싱크탱크 중 하나로, 중립적이고 초당파적인 연구 성과를 인정받고 있다. 박사급 연구원만 220여 명이 포진해 있다.

## 2009년 한국부서 신설
2009년 5월 20일 CSIS는 워싱턴 DC 사무실에서 한국의 워싱턴 특파원들과 간담회를 갖고 일본, 중국 연구프로그램에 이어 한국문제를 전담하는 프로그램인 ‘코리아 체어’를 신설한다고 밝혔다. 재팬 체어는 28년, 차이나 체어는 17년의 연륜을 자랑하고 있으나 그간 코리아 체어는 없었다. 초대 책임자로 한국계인 빅터 차 조지타운 대학교 교수가 임명됐다. 빅터 차는 부시 행정부 시절 미국 국가안전보장회의의 아시아 담당국장으로, 부시 대통령에게 대북문제에 대해 가장 최측근에서 조언하였다.
북한 전문 웹사이트 비욘드 패럴렐을 운영하고 있다.

## 신미국안보센터
2007년 민주당 계열로 신미국안보센터(CNAS,en)가 설립됐다. 빌 클린턴 행정부에서 국방부 부차관보로 1997/2000년 재직한뒤 한때 CSIS에 몸담기도 했던 미셸 플로노이(en)와 CSIS의 커트 M. 캠벨(en) 박사(수석 부사장 중 한 명/ International Security Program 책임자/ 국가 안보 정책의 Henry A. Kissinger 의장)가 설립을 주도했다. 클린턴 정부 시절 외교·안보 고위직을 지낸 인물이 많이 포진했다. 오바마 시대를 맞아 브루킹스 연구소, 미국진보센터(CAP,en)에 이은 3대 싱크탱크로서 민주당 행정부 정책 수립과 집행에 중요한 자문 역할을 한다고 보도되었다. 아직 연간 예산 600만달러에 직원은 30명 정도에 불과해 200명 이상 전문가를 둔 브루킹스 연구소나 헤리티지 재단, 미국기업연구소(AEI, en) 등에 비하면 초라하지만, 멤버 중 상당수가 백악관 또는 국무부, 국방부 등에 차출될 것으로 알려지고 있다.

## 같이 보기
- 군산 복합체(MIC)
- 일본회의 - 기시 노부스케 & 아베 신조
- 사사카와 요헤이
  - 사사카와 평화재단(笹川平和財団)
  - 일본재단
- 외교협회
- 국가안보전략연구소(INSS) : 유사한 기능을 하는 연구소다.
- 외교안보연구원(IFANS) : 외교통상부 산하의 유사한 기능을 하는 연구소다.
- 국제전략문제연구소(IISS) : 세계 최고 권위의 군사력 보고서인 밀리터리 밸런스를 발행하는 영국의 싱크탱크. 언론에서 자주 인용한다.
- 스톡홀름국제평화연구소(SIPRI) : 언론에서 자주 인용되는 스웨덴의 대표적인 싱크탱크.
- 제주평화연구원(JPI) : 2005년 제주를 평화의 섬으로 지정하면서 외교통상부와 제주도가 기금을 출연한 싱크탱크.
- 신보수주의(네오콘)
- 티오콘(영어판)
- 리처드 아미티지 - 대표적인 친일/지일 미국정치인
- 커트 M. 캠벨(영어판)
- 역코스
- 아베 신조
  - Japan is Back
  - 아베노믹스